# Synchronized Accessible Media Interchange
SAMI (Synchronized Accessible Media Interchange) ist eine strukturierte Auszeichnungssprache, die 1998 von Microsoft veröffentlicht wurde. Sie dient zum Beispiel für einfache Untertitel bei der Medienwiedergabe auf einem PC.
SAMI-Dokumente sind einfache Textdateien und können in jedem Texteditor geschrieben und bearbeitet werden. Die Dateiendungen sind .sami oder .smi (auch für SMIL verwendet). Jedes SAMI-Dokument kann mehrere Sprachen beinhalten. 
Das SAMI-Format für Untertitel wird überwiegend in Südkorea verwendet.

## HTML und CSS in SAMI
HTML und CSS können für die Formatierung von Text in SAMI-Dokumenten verwendet werden. Folgende HTML-Tags sind erlaubt:
| Name       | Beschreibung                      |
| ---------- | --------------------------------- |
| B          | Bold text style                   |
| BASEFONT   | Base font size                    |
| BDO        | I18N BiDi override                |
| BIG        | Large text style                  |
| BLOCKQUOTE | Long quotation                    |
| BR         | Forced line break                 |
| CAPTION    | Table caption                     |
| CENTER     | Shorthand for DIV align=center    |
| COL        | Table column                      |
| COLGROUP   | Table column group                |
| DD         | Definition description            |
| DIV        | Generic language/style container  |
| DL         | Definition list                   |
| DT         | Definition term                   |
| FONT       | Local change to font              |
| H1         | Heading                           |
| H2         | Heading                           |
| H3         | Heading                           |
| H4         | Heading                           |
| H5         | Heading                           |
| H6         | Heading                           |
| HR         | Horizontal rule                   |
| I          | Italic text style                 |
| IMG        | Embedded image                    |
| LI         | List item                         |
| OL         | Ordered list                      |
| P          | Paragraph                         |
| PRE        | Preformatted text                 |
| Q          | Short inline quotation            |
| S          | Strike-through text style         |
| SMALL      | Small text style                  |
| SPAN       | Generic language/style container  |
| STRIKE     | Strike-through text               |
| SUB        | Subscript                         |
| SUP        | Superscript                       |
| TABLE      | N/A                               |
| TBODY      | Table body                        |
| TD         | Table data cell                   |
| TFOOT      | Table footer                      |
| TH         | Table header cell                 |
| THEAD      | Table header                      |
| TR         | Table row                         |
| TT         | Teletype or monospaced text style |
| U          | Underlined text style             |
| UL         | Unordered list                    |

## Wiedergabesoftware mit SAMI-Unterstützung
- ALShow
- BSplayer
- GOM Player
- MPlayer
- The KMPlayer
- VLC Media Player
- Windows Media Player
- Xine

## SAMI Authoring Tools
- Audio WASP
- Hi-Caption
- MAGpie